# Agustín Yáñez

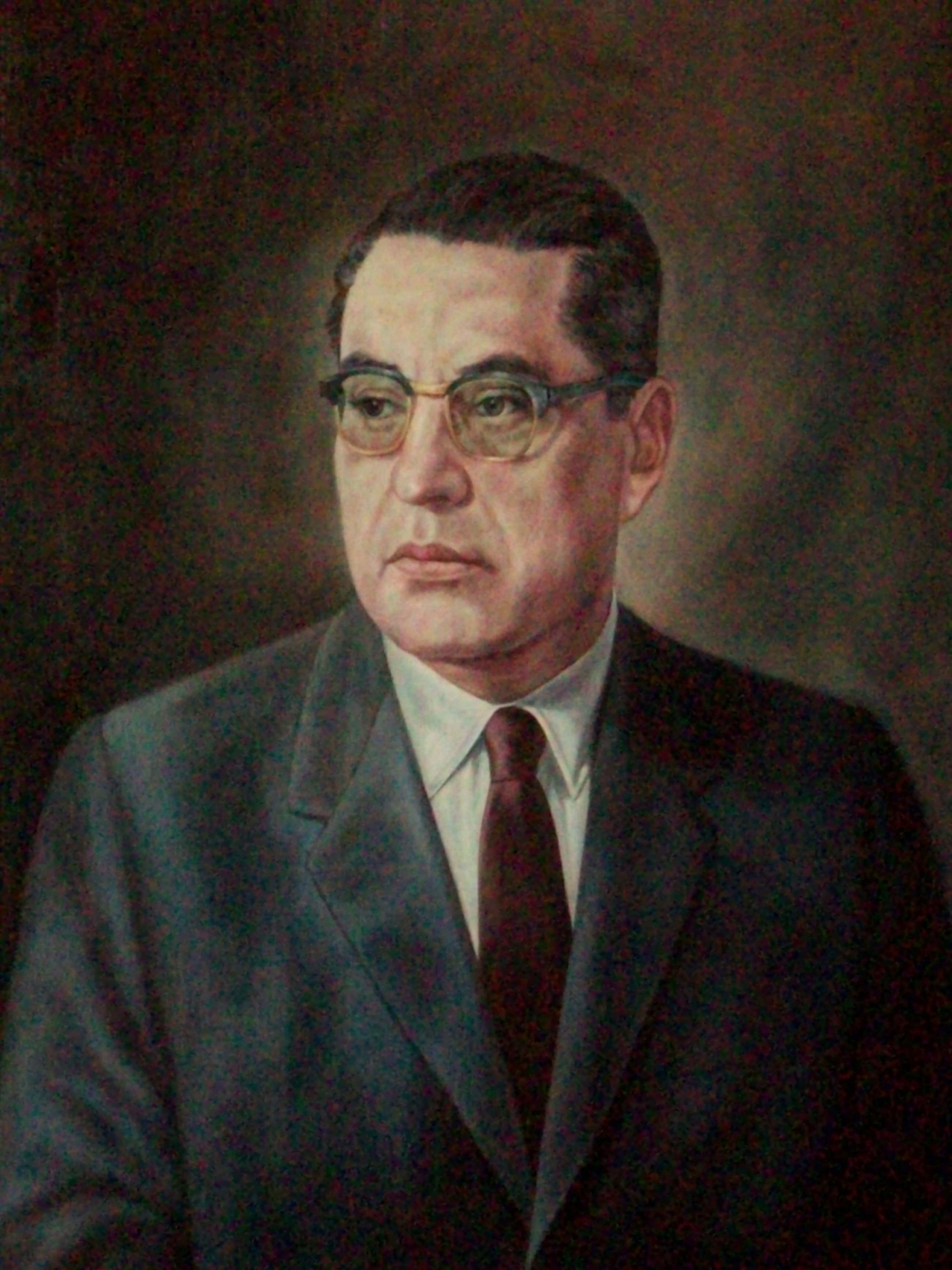
Agustín Yáñez

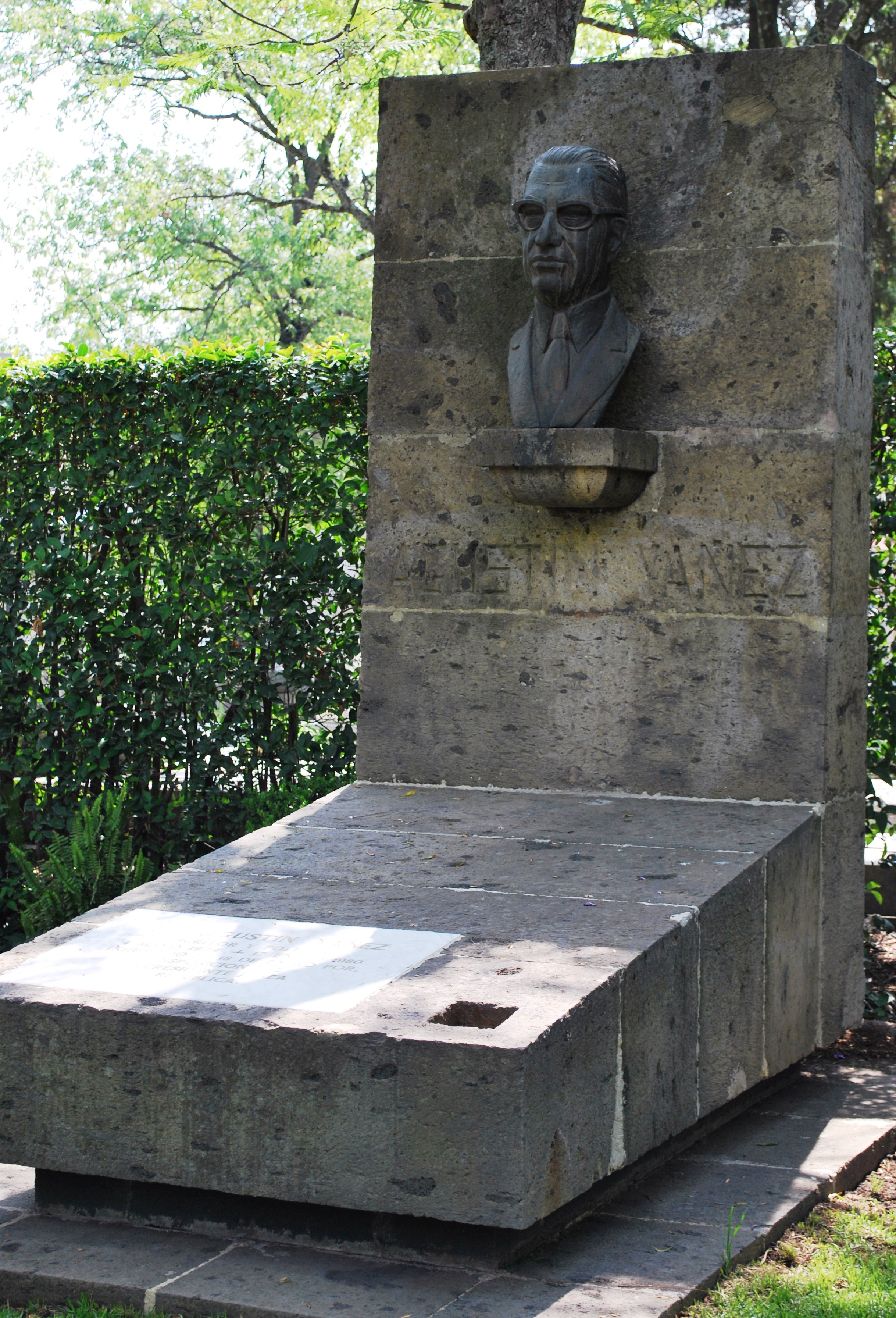
Graf van Agustín Yáñez

Agustín Yáñez Delgadillo (Guadalajara, 4 mei 1904 - Mexico-Stad, 17 januari 1980) was een Mexicaans schrijver en politicus.
Yáñez studeerde recht in Guadalajara en filosofie aan de Nationale Autonome Universiteit van Mexico (UNAM). Hij bekleedde verschillende lesgevende posities, waaronder aan de Escuela Nacional Preparatoria en de UNAM. Van 1953 tot 1959 was hij gouverneur van Jalisco en van 1964 tot 1970 was hij onder president Gustavo Díaz Ordaz minister van onderwijs.
- Bibsys: 90150060
- Biblioteca Nacional de España: XX1125567
- Bibliothèque nationale de France: cb120604970 (data)
- Catàleg d'autoritats de noms i títols de Catalunya: 981058519679406706
- CiNii: DA06560573
- Gemeinsame Normdatei: 118810529
- International Standard Name Identifier: 0000 0001 0936 604X
- Library of Congress Control Number: n79106096
- Nationale Bibliotheek van Tsjechië: jn19990210664
- Nationale bibliotheek van Australië: 35623359
- Nationale Bibliotheek van Israël: 987007331439005171
- Nationale en Universitaire bibliotheek Zagreb: 000299302
- Nederlandse Thesaurus van Auteursnamen: 069859698
- Réseau des bibliothèques de Suisse occidentale: 02-A003993314
- SNAC: w6rb9c6r
- Système universitaire de documentation: 028855965
- Trove: 1018708
- Virtual International Authority File: 112551221
- WorldCat: E39PBJhxptKD64j3PTmxjVG8md